# Heteropoda erythra
Heteropoda erythra este o specie de păianjeni din genul Heteropoda, familia Sparassidae, descrisă de Chrysanthus, 1965. Conform Catalogue of Life specia Heteropoda erythra nu are subspecii cunoscute.